# Macintosh TV
Le Macintosh TV fut le premier Macintosh à TV intégré. Il était dans un boîtier identique au LC 550, mais tout noir (ce fut avec le Power Mac 5400 le seul Macintosh noir). Il permettait de regarder la télévision en 16 bits dans tout pays utilisant le standard vidéo NTSC. On ne pouvait pas l'utiliser en tant qu'ordinateur et en même temps regarder la télévision.
Le Macintosh TV fut le dernier Macintosh à utiliser un processeur Motorola 68030. Il était même particulièrement peu puissant, principalement à cause de son bus système cadencé à seulement 16 MHz (alors que le processeur tournait à 32 MHz). De plus, il était très peu évolutif (à moins de sacrifier les capacités TV) : il n'avait aucun slot d'extension et son unique emplacement mémoire n'acceptait que des barrettes de 8 Mio maximum.
Seules 10 000 unités furent produites, entre octobre 1993 et avril 1994, ce qui en fait peut-être le Macintosh le plus rare.
Ce fut le premier ordinateur Mac à être vendu avec une télécommande.

## Caractéristiques
- Processeur : Motorola 68030 24/32 bits cadencé à 32 MHz
- Bus système 32 bits à 16 MHz
- mémoire morte : 1 Mio
- mémoire vive : 5 Mio (dont 4 Mio soudés à la carte mère), extensible à 8 Mio
- 0,5 Kio de mémoire cache de niveau 1
- Disque dur SCSI de 160 Mo
- Lecteur de disquette « SuperDrive » 1,44 Mo 3,5 "
- Lecteur CD-ROM 2×
- Écran intégré 14 " couleur (Sony Trinitron)
- Carte vidéo avec tuner TV
- Mémoire vidéo : 512 Kio de type VRAM
- Résolutions supportées :
  - 640 × 480 en 8 bits (télévision en 16 bits)
- Slots d'extension :
  - 1 connecteur mémoire SIMM 72 broches (vitesse minimale : 80 ns)
- Connectique :
  - 1 port SCSI (DB-25)
  - 2 ports série (Mini Din-8)
  - 2 ports ADB
  - Sortie audio : stéréo 8 bits
  - Entrée audio : mono 8 bits
- Microphone mono intégré
- Haut-parleur mono intégré
- Dimensions : 45,5 × 34,3 × 41,9 cm
- Poids : 18,4 kg
- Alimentation : 60 W
- Systèmes supportés : Système 7.1 à 7.6.1